# Автошлях E77
Європейський маршрут E77 — європейський автомобільний маршрут від Пскова, Росія, до Будапешта, Угорщина, загальною довжиною 1 690 км. Траса з'єднує центральну частину континенту з Балтійським морем.

## Маршрут
E77 проходить через такі міста:
- Росія
  -  А  212: Псков — Кордон з Естонією
- Естонія
  -  7: Коорла — Міссо — Цирулі
- Латвія
  -  A  2: Вецлайцене — Сігулда — Балтезерс
  -  A  4: Балтезерс — Саулкалне
  -  A  6: Саулкалне — Саласпілс
  -  A  5: Саласпілс — Стуніші
  -  A  8: Рига — Єлгава — Елея
- Литва
  -  12: Калвай — Йонишкис — Шяуляй — Таураге — Панемуне
- Росія
  -  А  216: Совєтськ — Гвардійськ — Калінінград
- Маршрут проходить по морю
- Польща
  -  DK7: Гданськ — Ельблонг — Оструда — Варшава — Радом — Кельці — Краків — Чіжне
- Словаччина
  -  59 : Трстена — Ружомберок — Банська-Бистриця
  -  66 : Банська-Бистриця — Зволен — Кроки — Хомок
- Угорщина
  - : Хонт — Будапешт